# Nebojša Simić
Nebojša Simić (født 16. januar 1993 i Bar, Montenegro) er en montenegrinsk håndboldspiller som spiller for MT Melsungen og tidligere Montenegros herrehåndboldlandshold.